# Âu Dương Lân
Âu Dương Lân (歐陽璘, ?-1875) là quan nhà Nguyễn và là chiến sĩ chống Pháp ở gần cuối thế kỷ 19 trong lịch sử Việt Nam.

## Tiểu sử sơ lược
Âu Dương Lân sinh trưởng ở vùng Phú Kiết-Tịnh Hà, tỉnh Định Tường, sau này thuộc về quận Chợ Gạo, tỉnh Mỹ Tho (ngày nay là xã Phú Kiết, huyện Chợ Gạo, tỉnh Tiền Giang).
Cha ông là Âu Dương Xuân, đỗ cử nhân thứ 9 khoa Nhâm Dần (1842). Theo truyền thống gia đình, Âu Dương Lân cố gắng học tập. Khoa thi Hương năm Mậu Ngọ (1858), ông đỗ cử nhân hạng 5, được cử ra làm quan dần trải đến chức tri huyện ở tỉnh nhà.
Năm 1872, sau khi bị đày đi Cayenne, Nguyễn Hữu Huân lại tiếp tục mưu cuộc chống Pháp. Việc bại lộ, ông trốn về Mỹ Tho, liên hệ với Âu Dương Lân rồi cùng nhau đứng lên cứu nước. Dân chúng theo về rất đông, trong số đó có cả một số hương chức, hội tề, địa chủ...
Hay tin, thực dân Pháp bèn sai Trần Bá Lộc mang quân đi, vừa đàn áp vừa khuyến dụ. Đến giữa năm 1874 do thiếu thốn vũ khí, lương thực, nên lực lượng nghĩa quân suy yếu dần.
Cuối năm 1874, sau khi thất trận ở Bình Cách (Mỹ Tho), Thủ Khoa Huân bị bắt rồi bị chém chết ngày 19 tháng 5 năm 1875 tại Mỹ Tịnh An, quê hương ông.
Trước sự truy lùng ráo riết của đối phương, sau đó Âu Dương Lân cũng bị Trần Bá Lộc bắt sống. Hết dùng danh lợi rồi đến đe dọa, Trần Bá Lộc và Tôn Thọ Tường thay nhau vào nhà lao dụ hàng, nhưng trước sau ông vẫn không đổi chí.
Một buổi sáng sớm năm 1875, Âu Dương Lân bị hành quyết bên bờ sông Mỹ Tho.
Mộ ông hiện còn tại Mỹ Tho, xây cao với ba lớp đá ong, và tên ông hiện được dùng để đặt tên cho một con đường ở Quận 8, Thành phố Hồ Chí Minh. Mộ ông hiện tại chính xác là ở ngã tư Mỹ Tịnh An, gần đó là đền thờ Thủ Khoa Huân.